# Oncometopia orbona
Oncometopia orbona är en insektsart som först beskrevs av Fabricius 1798.  Oncometopia orbona ingår i släktet Oncometopia och familjen dvärgstritar. Inga underarter finns listade i Catalogue of Life.

## Bildgalleri

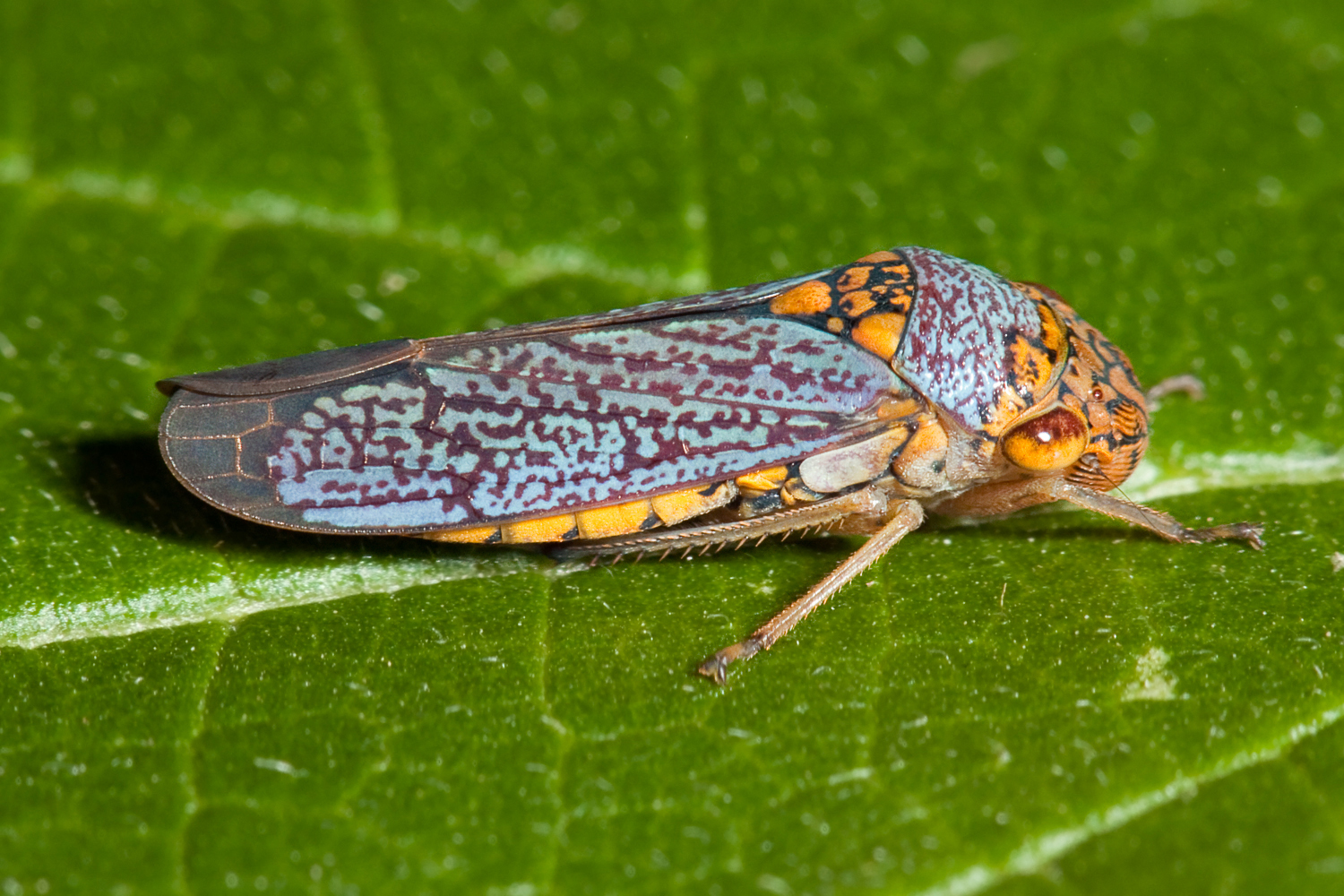
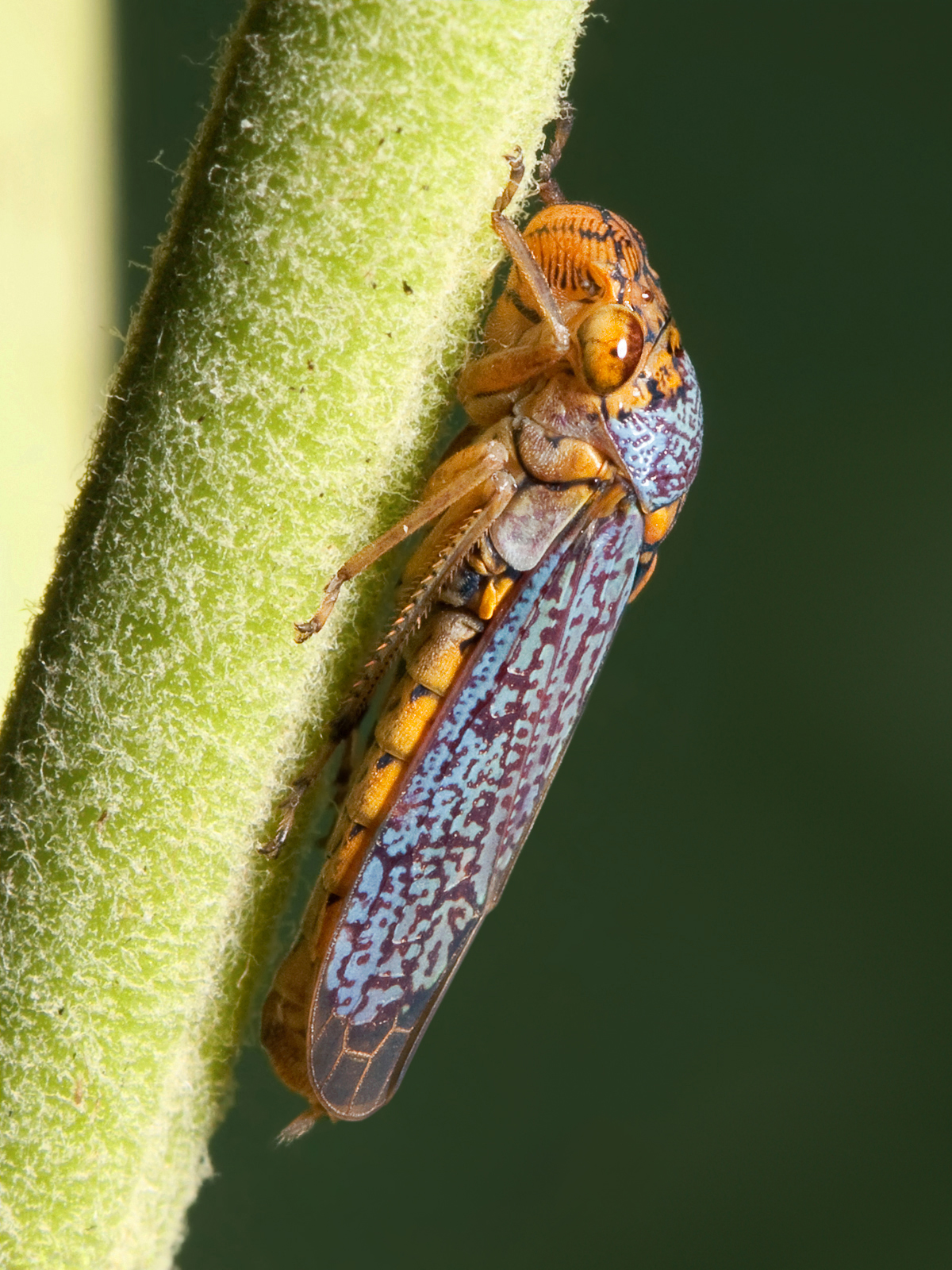
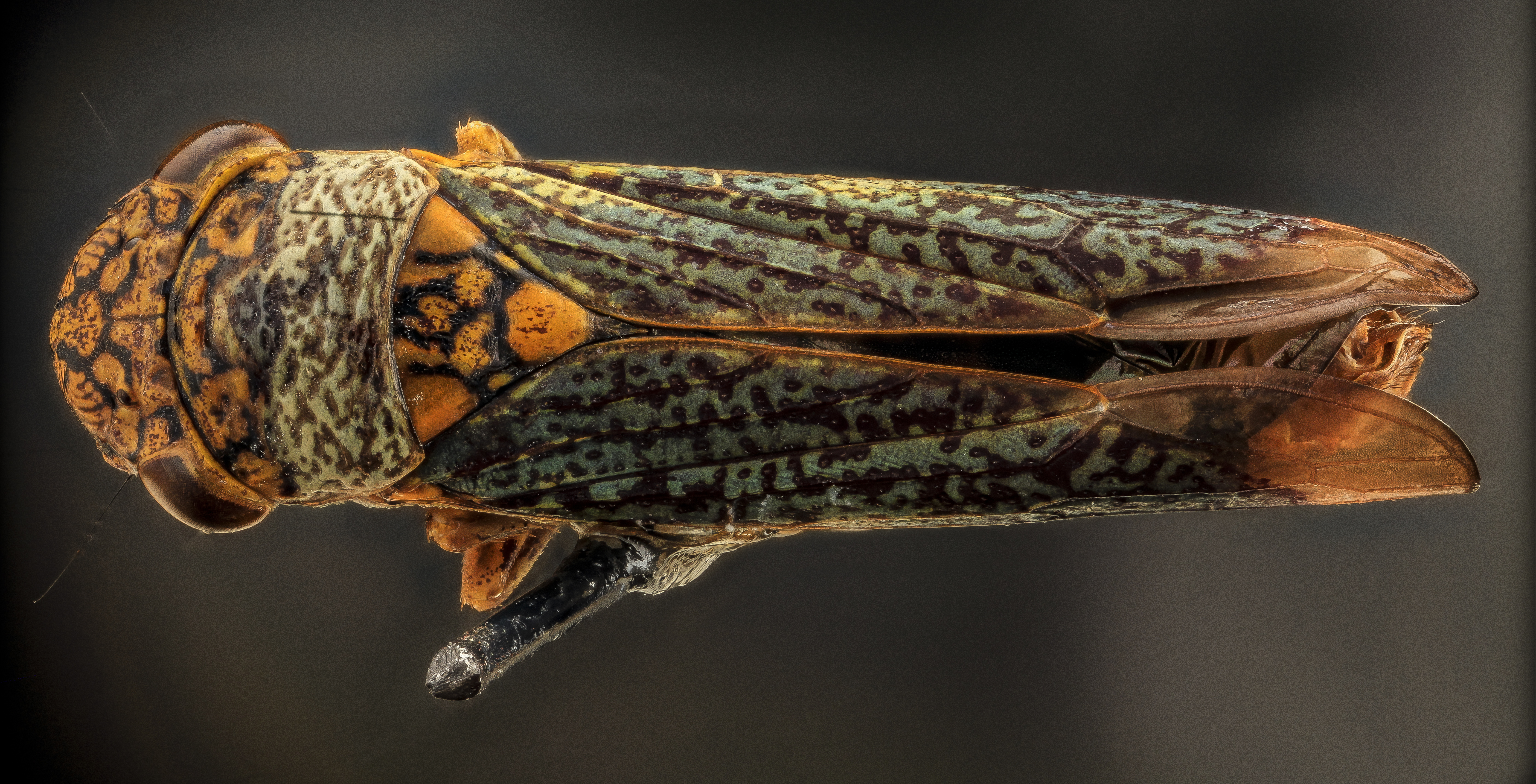
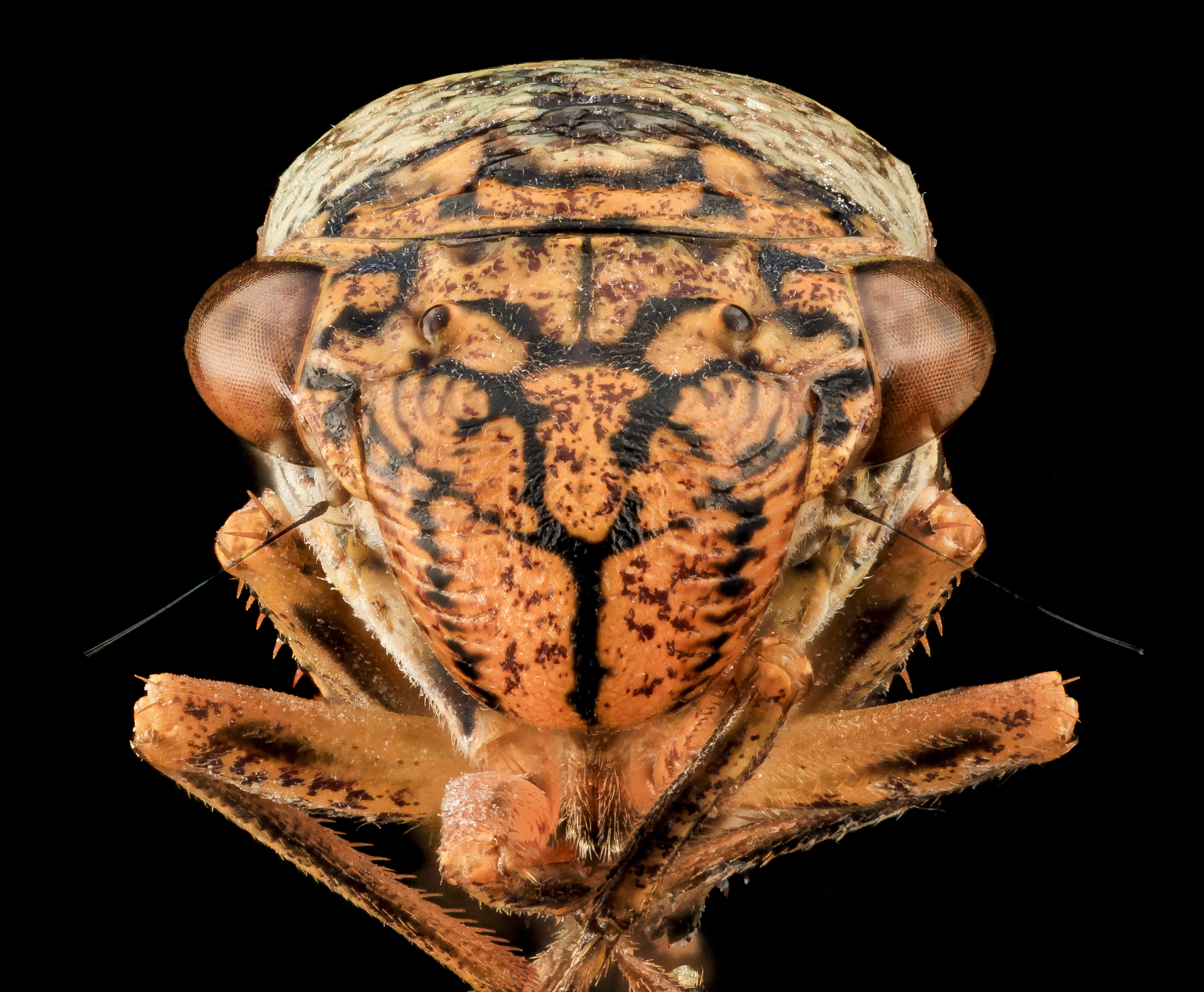
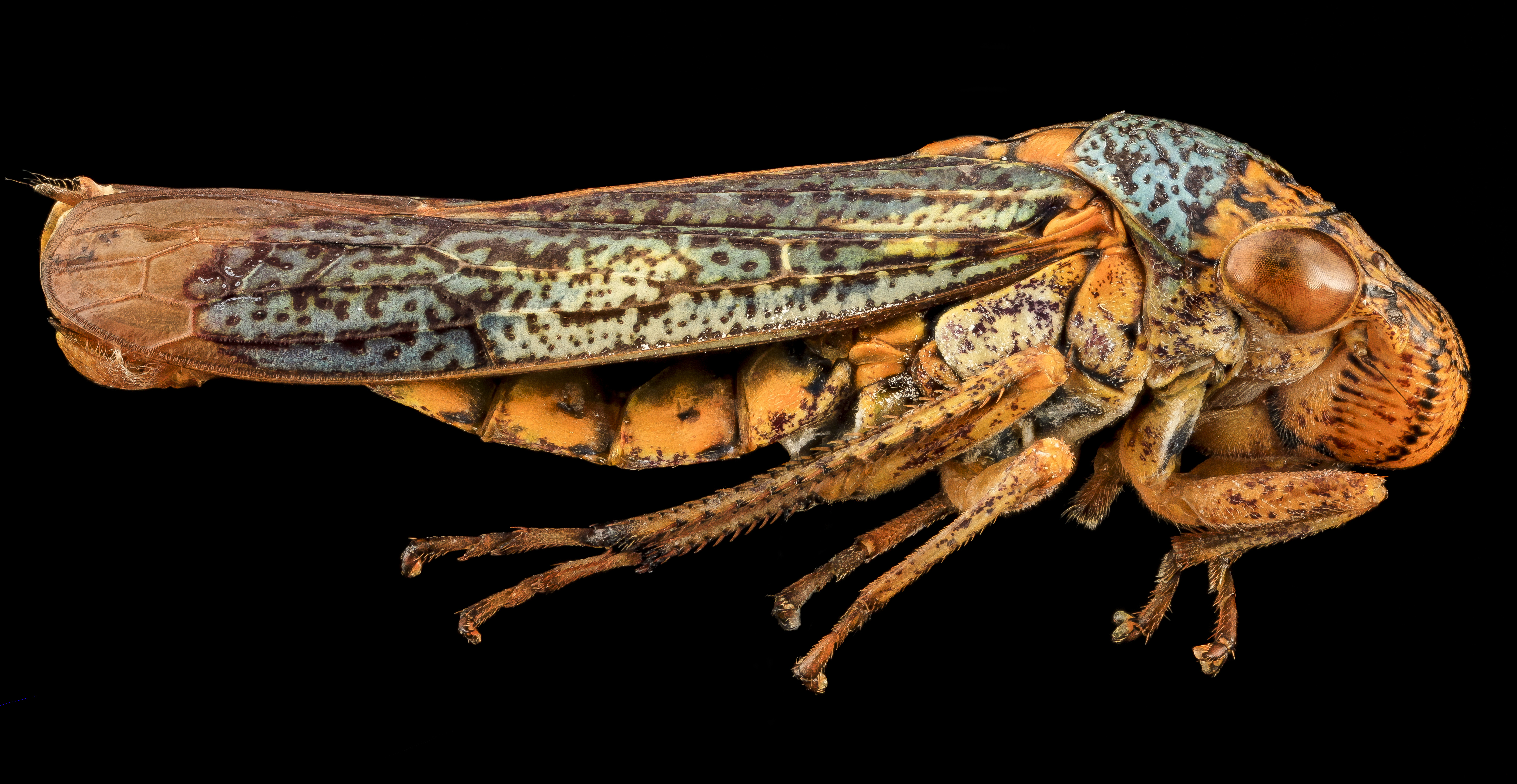